# Coburger Volksblatt
Das Coburger Volksblatt war eine Tageszeitung aus Coburg.

## Gründung und erste Jahre

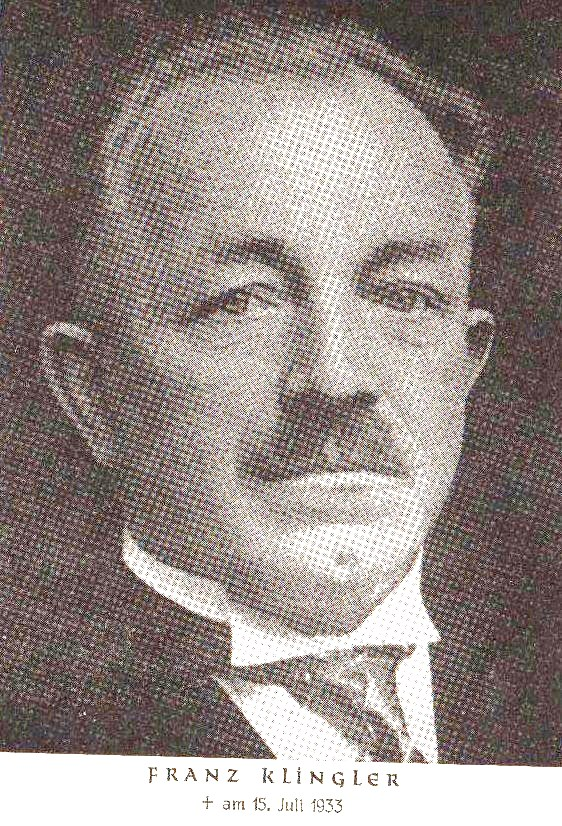
Franz Klingler, Schriftleiter 1912–1915, 1918–1931 und 1932–1933, Landtagsabgeordneter

Die erste Nummer des Volksblatts, unabhängiges Organ für die werktätige Bevölkerung im Reichstagswahlkreis Coburg, gab es am 24. März 1912 als Agitationsnummer zur Gewinnung von Lesern. Ab dem 1. April 1912 erschien das Volksblatt werktäglich.
Beschlossen wurde die Herausgabe dieser Zeitung von einer Vertrauensmännersitzung des sozialdemokratischen Landesvereins für das Herzogtum Sachsen-Coburg unter dem Vorsitz des Geschäftsführers Karl Wöhner, nachdem bei der Reichstagswahl im Januar 1912 der SPD-Abgeordnete Fritz Zietsch dem nationalliberalen Kandidaten Hermann Quarck unterlegen war. Finanziert wurde es durch die Herausgabe von verzinslichen Anteilscheinen. Der erzielte Gewinn des Volksblattes floss der SPD des Coburger Landes zu.
Ebenso wurde die Gründung einer eigenen Druckerei beschlossen und für 8000 Mk die Druckbestände der demokratischen Bürgerzeitung in Sonneberg erworben. Am 1. März 1912 erfolgte die Konstituierung als OHG mit der Firma Bruno Körschner & Co in Coburg, Druckerei und Verlag des Coburger Volksblattes (Inhaber Bruno Körschner und August Neumann in Coburg). Eine siebenköpfige Pressekommission wurde gebildet und als verantwortlicher Redakteur einstimmig Franz Klingler gewählt. Von 1912 bis 1914 gab es mehrere Beleidigungsprozesse gegen das Volksblatt, Gefängnisstrafen mussten verbüßt werden. 1914 betrug die Auflage 3.200. Im Ersten Weltkrieg musste die Zeitung vom Parteivorstand bezuschusst werden.
Die Vertretung des im Mai 1915 zum Heeresdienst einberufenen Redakteurs Klingler übernahm Ernst Florschütz, später Bruno Körschner und ab 27. November 1917 bis zum Kriegsende der Buchdrucker Max Baudler.

## Weimarer Republik

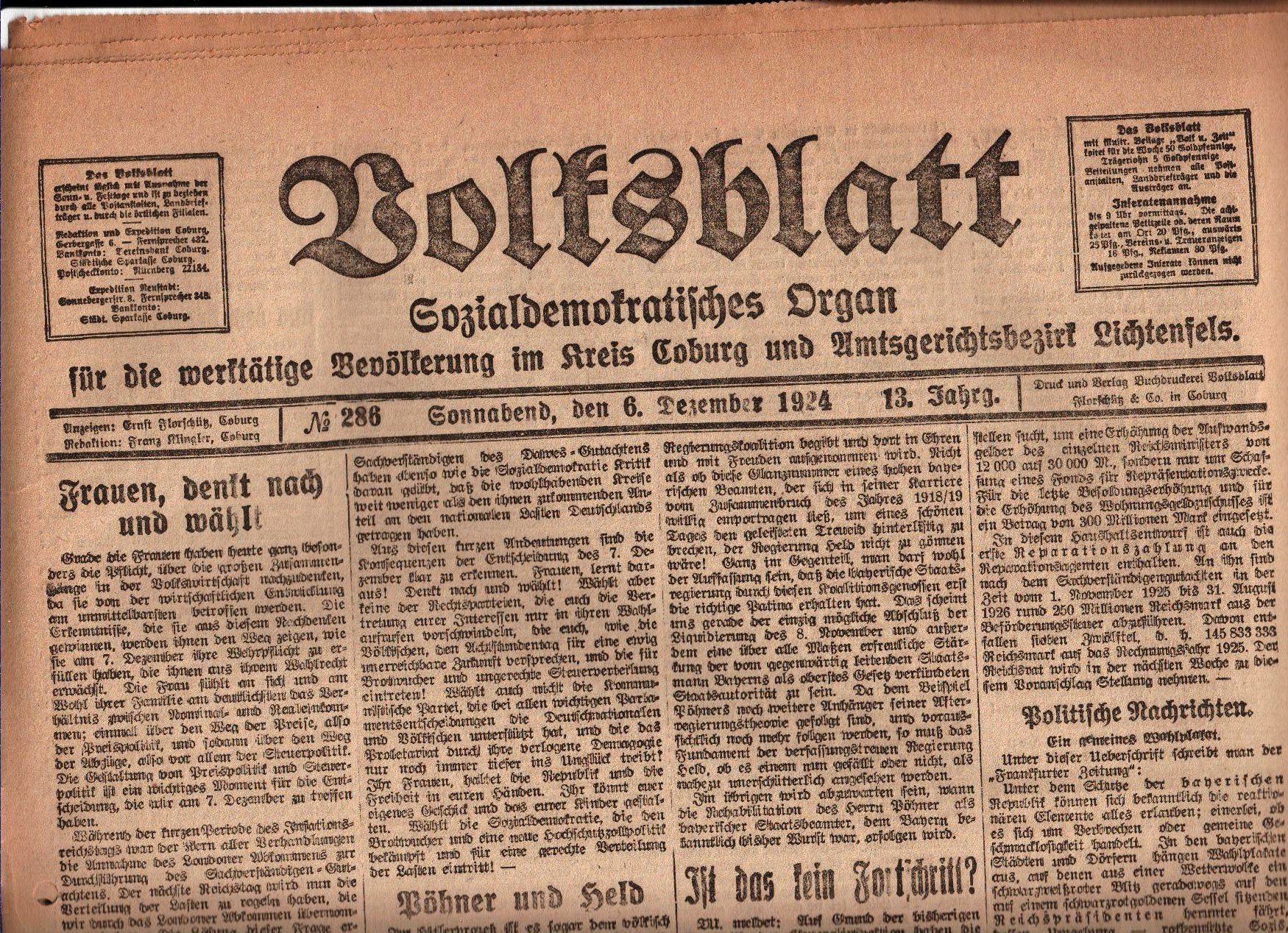
Ausgabe 6. Dezember 1924

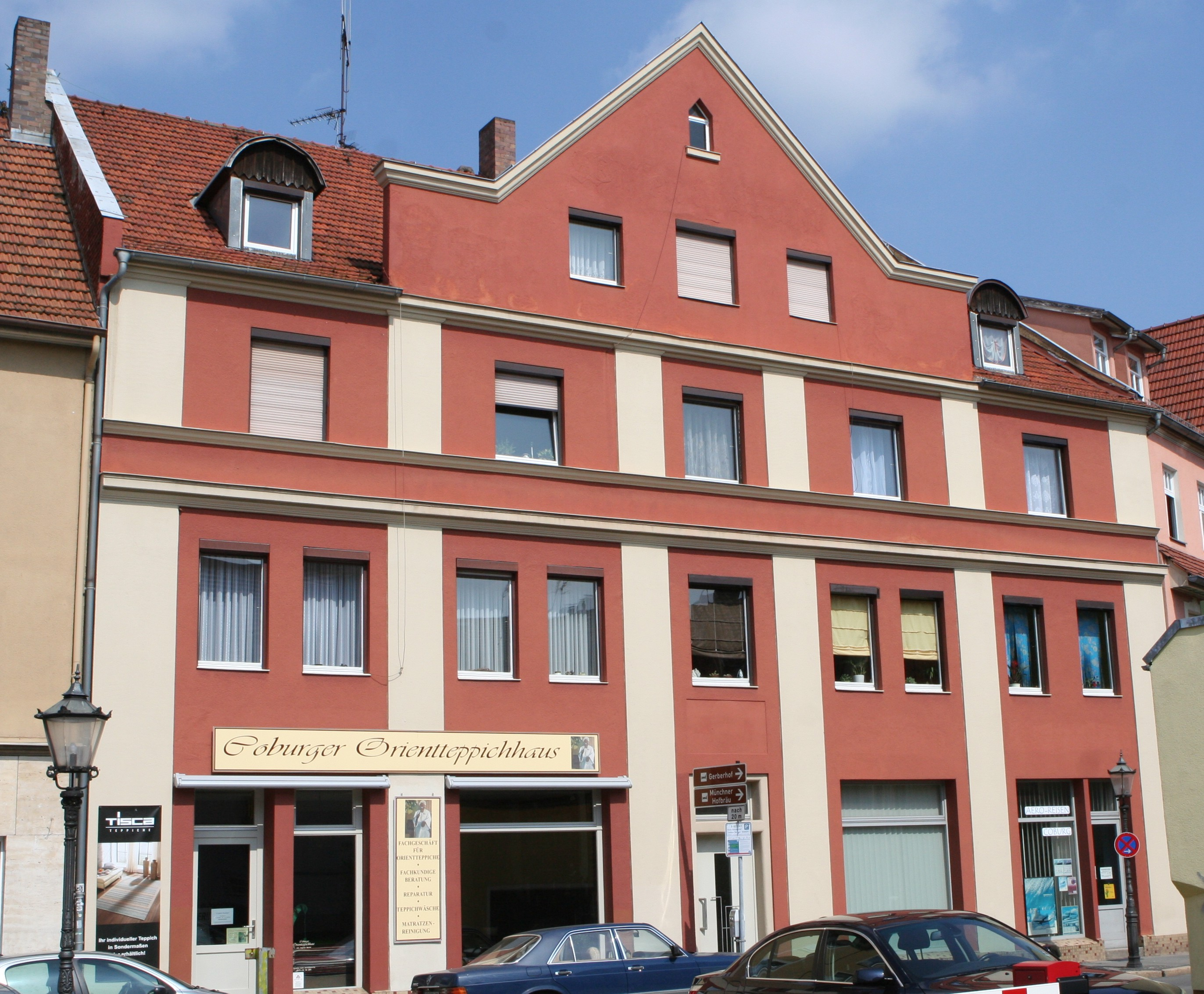
Schenkgasse 17, Coburg

Nach der Revolution von 1918/19 nannte sich die Zeitung „Volksblatt“, darunter „Coburger Volksblatt“ sozialdemokratisches Organ für die werktätige Bevölkerung im Freistaat Coburg. 1920 betrug die Auflage 8.700, 1925 6.870. Seit dem 1. Juli 1925 lautete der Titel Coburger Volksblatt.
Die gemieteten Räume in der Gerbergasse 6 wurden am 1. Januar 1924 gekündigt. Der Verlag schritt daher zur Errichtung eines Neubaues in der Schenkgasse 17, in das offiziell am 21. März 1925 umgezogen wurde. Gedruckt wurde dort bereits ab dem 2. März. Das selbstgewählte Motto lautete „Wissen ist Macht“ und war an der Fassade des Gebäudes angebracht.
Harte Kämpfe führte die Zeitung unter seinem Schriftleiter (Chefredakteur) Franz Klingler gegen die nationalsozialistische Bewegung und Partei, besonders bei Wahlen. Manche Artikel des Coburger Volksblattes wurden sogar wegen ihrer absoluten Kompromisslosigkeit von der überregionalen sozialdemokratischen Presse abgedruckt. Bei der Reichspräsidentenwahl 1932 stritt das Volksblatt für die Demokratie und gegen Hitler. 1932 betrug die Auflage 7.200.
Kurzzeitig war Otto Voye vom 1. Juli 1931 bis 1. November 1932 für das Blatt verantwortlich. Franz Klingler – gesundheitlich angeschlagen – war vorübergehend für Politik und Vermischtes aus aller Welt zuständig, Otto Voye für Lokales und alles Übrige. Ab November 1932 übernahm wieder Franz Klingler die Chefredaktion. Die Auflage der Zeitung betrug nach 1918 etwa 8500 und um 1930 über 7000 Exemplare.

## Nationalsozialismus
Nach der Machtübertragung an Adolf Hitler (30. Januar 1933) musste eine Reihe politischer Nachrichten der NSDAP zur Aufnahme gelangen. Im Februar 1933 wurde das Volksblatt für 14 Tage verboten. Durch die Zensurstelle der NSDAP sind erhebliche Streichungen im Text vorgenommen worden, so dass die Zeitung oft mit weißen Stellen erschien.
Am 9. März 1933, dem Tag der „zweiten Machtergreifung“ in Coburg, schleppten SA und SS Bücher, Broschüren, Bilder und Fahnen auch aus dem Redaktionsgebäude des Volksblattes. Auf den Straßen wurden öffentliche Verbrennungen inszeniert. Auf allen Gebäuden der Arbeiterorganisationen wehte erzwungenermaßen die Hakenkreuzfahne. Die letzte Ausgabe erschien am 14. März 1933.
Am 2. Mai 1933 besetzte die SA gewaltsam den Verlag und schloss den Betrieb. Für die 38 Angestellten folgte die fristlose Kündigung, das Verlagshaus wurde enteignet und die beim Überfall zerstörte Rotationsmaschine an einen Schrotthändler verkauft. Ein Opfer war beispielsweise der Verlagsbuchhalter Josef Stenger, der wegen seiner sozialdemokratischen Haltung bis 1935 keine neue Anstellung fand. Im Registergericht wurde das Volksblatt am 28. April 1933 als beschlagnahmt eingetragen.
Nach dem Zweiten Weltkrieg wurde die SPD entschädigt und kaufte dafür das Anwesen Sonntagsanger 9 in Coburg.